# Groeten van Gerri
Groeten van Gerri is een Nederlandse komediefilm uit 2020, geregisseerd door acteur Frank Lammers.

## Synopsis
Gerri van Vlokhoven is een 45-jarige scheikundeleraar die als maatregel tegen het coronavirus vanuit huis les moet geven. Tijdens een van de online lessen vergeet hij dat hij geen broek aan heeft, waardoor hij in zijn witte onderbroek in beeld komt en hij viral gaat. Het daaropvolgende succes stijgt hem naar het hoofd.

## Rolverdeling
| Acteur/actrice         | Personage                   | Rol                                  |
| ---------------------- | --------------------------- | ------------------------------------ |
| Frank Lammers          | Gerri van Vlokhoven         | Scheikundeleraar                     |
| Sanne Langelaar        | Chanana (echte naam Anneke) | Webcamgirl                           |
| Fedja van Huêt         | Jos van Vlokhoven           | Broer van Gerri                      |
| Heddy Lester           | Pia van Vlokhoven           | Moeder van Gerri                     |
| Kees Boot              | Bert van Velsen             | Uitvaartondernemer                   |
| Martin van Waardenberg | Rolf                        | Medewerker van maaltijdbezorgservice |
| Viggo Waas             | Jeroen 'de Neel' Nelissen   | Collega van Gerri                    |

## Ontstaan en productie
Frank Lammers had door de coronapandemie en de coronamaatregelen in 2020 tijdelijk geen werkzaamheden. Het idee voor de film kwam door digitaal thuisonderwijs van de dochter van Frank Lammers. Geïnspireerd door de Deense film Den skyldige, die zich volledig afspeelt in een alarmcentrale, schreef Michiel Stroink het filmscript in tien dagen. Door de coronamaatregelen speelt de film zich, behalve in een appartement, grotendeels af op beeldschermen. Omdat er geen budget was, deden de acteurs en de driekoppige crew vrijwillig mee, eventuele opbrengsten worden naar rato uitgekeerd. Het productiebedrijf is Millstreet Films en Pathé Thuis stapte tijdens de productie in. De film is opgenomen in Eindhoven. Guus Meeuwis heeft de drie liedjes in de film geschreven. Een lied is gezongen door Guus Meeuwis, een lied is gezongen door Diggy Dex en een lied is gezongen door Frank Lammers als Gerri.

## Distributie
De film ging op 25 juni 2020 in première bij Pathé Thuis. De film is niet in de bioscoop verschenen. Op 22 augustus 2020 was de televisiepremière op SBS6. De film is in Nederland ook te zien op streamingdienst Netflix.

## Muziek
De liedjes die voor de film zijn gemaakt zijn uitgebracht in het album Groeten van Gerri: Dagen van Goud.
- Dagen Van Goud - Frank Lammers (3:25)
- Helden - Diggy Dex (3:45)
- Alleen - Guus Meeuwis (2:44)[8]